# Manuela Stellmach
Manuela Stellmach (Berlino Est, 22 febbraio 1970) è un'ex nuotatrice tedesca.
Stile liberista molto forte nei 100 e nei 200 m, conquistò tre medaglie alle Olimpiadi. A Seul 1988 vinse un oro nella 4x100 m sl e un bronzo individuale nei 200 m stile libero; a Barcellona 1992, con la Germania ormai unificata raggiunse un altro bronzo con la 4x100 m sl.
Nel suo palmarès ci sono anche 3 titoli mondiali (sempre in staffetta) e numerosi titoli europei (anche in questo caso in staffetta); l'unica medaglia d'oro individuale ottenuta è quella ai Campionati europei di Bonn 1989 nei 200 m sl.